# Bibliothèque de l'amitié
La Bibliothèque de l'amitié est une collection française de romans pour la jeunesse créée et publiée de 1959 à 1990 par les Éditions de l'amitié. Destinée aux adolescents, 233 volumes ont ainsi paru. Succédant à la collection « Heures Joyeuses » (1942-1960) dont elle réédite les principaux succès, la collection se tourne vers des titres contemporains. Elle privilégie les romans psychologiques, sociaux ou d'aventures centrés sur l'amitié.
La collection se décline en plusieurs séries (Cadets, Sport, Aventures puis Aventure, Découvertes, Nature, Policier, Vocations puis Vocation). En 1966, une série Histoire est créée avec une numérotation propre sous le nom de Bibliothèque de l'Amitié-Histoire jusqu'en 1974. En 1975 la série Histoire réintègre la collection principale. Après 1982, les séries disparaissent.
Le dernier titre paraît en 1988. À partir de 1989, la Bibliothèque de l'Amitié est remplacée par la collection Cascade. Les dernières réimpressions cessent en 1990.

## Aspect des livres
Les livres de cette collection se présentent sous la forme de solides et épais volumes cartonnés In-16 (20 cm), reliés et comptant un peu moins de 160 pages, avec des exceptions de 91 à 186 pages.
De 1959 jusqu'au début des années 1980, la couverture sera toujours illustrée d'une photographie représentant personnages et lieux réels. Cette photographie sera ensuite remplacée par un dessin à partir de 1982.
Chaque volume contient quatre pages de photographies hors pagination, ainsi que des dessins en noir et blanc accompagnés parfois d'une couleur. La série Histoire a en outre une page photographique en frontispice. À partir de 1975, il n'y a plus que deux pages photographiques qui disparaissent au tournant des années 1980.

## Titres publiés
Liste exhaustive par ordre alphabétique des noms des auteurs, établie selon la Bibliothèque nationale de France.

### Bibliothèque de l'amitié
- Jean Alessandrini, Le Prince d'Aéropolis (1986), no 188
- Claude Appell, Un ami en danger (1965), no 45
- William H. Armstrong, Un jour, un enfant noir (1979), no 139
- Suzy Arnaud Valence, Promis, juré, ça nous est arrivé (1983)
- Inger Austveg, Dag et ses amis (1961)
- Inger Austveg, Dag découvre l'Afrique (1964), traduction du norvégien : Marguerite Gay et Gerd de Mautort, illustrations : Jacques Daynié, photographie de couverture : Odd Hansen, autres photographies : J. Ragnar, Bernard Pierre et Ylla de l'agence Rapho, no 35
- Inger Austveg, Le Voyage de Dag (1962)
- Claude Bailly, Nicolo et le lézard bleu (1963), no 29
- François Balsan, Yambo, enfant de la brousse (1964), no 39
- François Balsan, Les Contrebandiers du Baloutchistan (1967), no 57
- François Balsan, Aventure au Yémen (1970), no 70
- François Balsan, Embuscades en Éthiopie (1971), no 79
- François Balsan, La Fiancée rouge (1972), no 85
- Michel-Aimé Baudouy, Mick et la P.105 (1959), no 1
- Michel-Aimé Baudouy, Le Chant de la voile (1960), no 5
- Michel-Aimé Baudouy, Flashes sur Le France (1961)
- Michel-Aimé Baudouy, Mystère à Carnac (1962), no 22
- Michel-Aimé Baudouy, Le Onze de mon village (1963), no 31
- Michel-Aimé Baudouy, Le Seigneur des Hautes-Buttes (1965), no 41
- Michel-Aimé Baudouy, Le Garçon du barrage (1966), no 50
- Michel-Aimé Baudouy, Les Révoltés de Kind (1969), no 66
- Michel-Aimé Baudouy, Alerte sur le roc blanc (1970), no 72
- Michel-Aimé Baudouy, Les Clandestins de la fête (1972)
- Michel-Aimé Baudouy, Jeanne aux chevaux (1976), no 113
- Michel-Aimé Baudouy, Mick et la Yamaha (1976)
- Michel-Aimé Baudouy, Allez les petits (1977), no 125
- Michel-Aimé Baudouy, Les Mésaventures de Jo la malice (1980) no 146
- Michel-Aimé Baudouy, Ti-Louis du Chaudron (1982), no 165
- Michel-Aimé Baudouy, Les Rendez-vous de la prairie (1984), no 182
- Michel-Aimé Baudouy, Qui a volé mon chien ? (1986)
- Emmanuel Baudry, Le Voyage immobile (1981), no 156
- Monique Bermond, Qui es-tu, Judy Judith ? (1984), no 177
- Gérard Bialestowski, Méli-mélodrame (1986), no 191
- Annie Blanc Sages comme deux images (1980), no 147
- Marie-Noëlle Blin, Petite guerre pour une grande maison (1979), no 142
- Marie-Noëlle Blin, Stéphanie et Aurélia (1983), no 175
- Jacqueline Boisyvon, Pierrot cheveux rouges (1966), no 47
- Franz Braumann, Les Cow-boys du lac perdu (Die Schwarzen Wasser von Anahim), 1970, no 71
- Evelyne Brisou-Pellen, Le Mystère de la nuit des pierres (1980), no 144
- Dana Brookins, Les Orphelins du Creux du Loup (Alone in Wolf hollow), 1981, no 158
- Betsy Byars, Le Secret de l'oiseau blessé (The House of wings), 1978, no 130
- Betsy Byars, Les Amis du grenier (The Cartoonist), 1980, no 149
- Betsy Byars, Une journée inoubliable (After the goat man), 1982, no 167
- Betsy Byars, Des vacances à histoires (The Animal, the vegetable and John D. Jones), 1983
- Reginald Campbell, La Vallée des éléphants (The Keepers of Elephant Valley), 1960, no 6
- Georges Catelin, Linda la sauvageonne (1966), no 48
- Jacqueline Cervon, L'Aiglon d'Ouarzazate (1968), no 60
- Nan Chauncy, Le Vallon secret (Tiger in the bush), 1961, no 3
- Nan Chauncy, La Côte des naufragés (The Roaring 40), 1968, no 62
- Beverly Cleary, Ramona la peste (1979), no 140
- Beverly Cleary, Ramona et son père (Ramona and her father), 1980, no 152
- Beverly Cleary, Ramona sans peur (Ramona the Brave), 1980, no 145
- Beverly Cleary, Ramona et sa mère (Ramona and her mother), 1981, no 155
- Beverly Cleary, Ralph super souris (1982), no 166
- Beverly Cleary, Un correspondant célèbre (1984), no 181
- Linda Cline, Les Prisonniers du marais (1977), no 119
- H. E. Dettmann, À la poursuite des yacks sauvages (1966), no 51
- Eilis Dillon, Le Secret de l'île maudite (The Coriander), 1973, no 96
- Elsie, Le Diamant rose (1962), no 24
- Hakon Evjenth, La Route des oiseaux (3 på to og 2 på fire), 1963, no 27
- Hakon Evjenth, Dans la toundra (Pa to og fire i Suonjo), 1963, no 30
- David Wilson Fletcher, Angelo va au carnaval (1969), no 67
- Jean-François Ferrané, Les Métamorphoses de Corenton (1981)
- Lennart Frick, N'aie pas peur, Martin (1975), no 104
- Dagmar Galin, Les Aventures d'un chien perdu (Drei auf der Landstrasse), 1976, no 115
- Dagmar Galin, Mais où est donc passé le car ? (Der Verschwundene Schulbus), 1978, no 132
- Dagmar Galin, Des enfants tombés du ciel, (1983)
- Hertha von Gebhardt, Expéditeur Nicolas Stuck (Absender Nikolaus Stuck), 1963
- Hertha von Gebhardt, Un mystérieux garçon à lunettes (Achtung, Junge mit Brille gesucht), 1971, no 81
- Corinne Gerson, Les Papas du zoo (Son for a day), 1981, no 157
- Jascha Golowanjuk, Un train pour Tachkent (Karavanvagen), 1973, no 93
- Christian Grenier, Messier 51 ou l’impossible retour (1975), no 107
- Christian Grenier, La Guerre des poireaux (1978), no 128
- Michel Grimaud, Les Contes de la ficelle (1982), no 161
- Maria Gripe, Julie et le papa du soir (Nattpappan), (1973), no 97
- Maria Gripe, Le Château des enfants volés (1975)
- Maria Gripe, Je m'appelle Joséphine (Josefin), 1977, no 121
- Maria Gripe, Je suis Hugo (Hugo), 1978, no 135
- Maria Gripe, Hugo et Joséphine (Hugo och Josefin), 1977, no 127
- Maria Gripe, La Fille de papa Pèlerine (Pappa Pellerins dotter), 1972, no 83
- René Guillot, L'Extraordinaire Aventure de Michel Santanrea (1966), no 54
- René Guillot, Le Cavalier de l'infortune (1965), no 46
- Georges Hacquard, Le Songe de Tibère (1975), no 106
- Carolyn Haywood, Penny trouve un frère (1964), no 38
- Carolyn Haywood, Eddie et Gardenia au Texas (1970), no 75
- Carolyn Haywood, Eddie et son perroquet Dagobert (1973), no 95
- Jacqueline et Claude Held, Vous avez dit bizarre (1979), no 136
- Jacqueline Held, Le Journal de Manou (1977), no 120
- Daniel Hénard, L'Esclave qui devint roi, 1976, no 116
- Didier Herlem, Mystère au chocolat (1987)
- O. Holmvik et H. Faye-Lund, Par 120 pieds de fond (Dybde-120 fot), 1963
- Zinken Hopp, Nils mène l'enquête (Kari), 1969, no 69
- Hildegarde Humbert, Je ne suis pas un orphelin (1976)
- Hildegarde Humbert, Mon amie Fraise (1977), no 122
- Hildegarde Humbert, Ballon vole ballon gagne (1981), no 154
- Sven Ingvar, Droit au but (1970), no 73
- Cornélia Jacobsen, Votez pour maman (1977), no 124
- Roger Judenne, L'Enfant-chevreuil (1987), no 195
- Rose Lagercrantz, Une sirène pour Peter (Trost at Pejter), 1976, no 118
- Ghislaine Laramée, Le Garçon qui cherchait le soleil (1974), no 100
- Ghislaine Laramée, La Trahison d'un frère (1975), no 105
- S. de La Vaissière, L'Inconnu à la pastèque (1968), no 59
- L. N. Lavolle, L’Étang perdu (1959), no 2.
- L. N. Lavolle, Les Clés du désert (1960), no 7.
- L. N. Lavolle, La Porte de jade (1962), no 14.
- L. N. Lavolle, Les Secrets de la lande (1963), no 25
- L. N. Lavolle, L'Île née de la mer (1964), no 34
- L. N. Lavolle,  Le Lis de la mousson (1965), no 42.
- L. N. Lavolle, L'Affaire de la Bella (1968), no 61
- L. N. Lavolle, Le Boléro d'or (1971), no 76[4].
- L. N. Lavolle, Énigme à Madère (1974), no 103
- Olivier Lécrivain, Les Voleurs de secrets (1985), no 186
- Jacques Le Maître, Les Inconnus de Belleville (1972), no 87
- Gunnel Linde, Exploits pour une pierre blanche (1976), no 117
- Willis Lindquist, L'Appel du renard blanc (Call of the white fox), 1962, no 23
- Boy Lornsen, Jacobus Ventrecreux s'en va-t'en guerre (Jakobus Nimmersatt), 1979
- Max Lundgren, L’Étrange Histoire de Mats Nilsson (Pojken med guldbyxorna), 1978, no 133
- Piero Lupi, Un dangereux pari (La Pagoda di giada), 1971, no 80
- Patricia Lynch, La Chance de Sally (Sally from Cork), 1962, no 19
- Patricia Lynch, Bernie, où es-tu ? (1968), no 58
- Henriette Major, Le Paradis des animaux (1984), no 180
- Stephen Manes, Comment devenir parfait en trois jours (Be a perfect person in just three days), 1987, no 198
- Adrien Martel, Le Miracle du Fuji-Yama (1974)
- Adrien Martel, Échec à la mafia (1977), no 123
- Yvon Mauffret, Le Trésor du menhir (1967), no 55
- Yvon Mauffret, Rencontre à Rio (1969), no 65
- Yvon Mauffret, Le Mousse du bateau perdu (1973), no 94
- Yvon Mauffret, Les Naufragés de Douarnenez (1979), no 143
- Yvon Mauffret, Pour un petit chien gris (1981), no 153
- Yvon Mauffret, Gildas de la mer (1983), no 174
- A. Michel, Herbedouce (1961), no 12
- Henry de Monfreid, Abdi enfant sauvage (1967), no 56
- Hélène Montardre, Le Grand-père de la nuit (1987)
- Susie Morgenstern, Les Deux Moitiés de l'amitié (1983), no 171
- Susie Morgenstern, C'est pas juste ou les Déboires d'une petite fille entreprenante (1982)
- Colette Nast, Les Découvertes de Virginie (1960), no 9
- Colette Nast, L'Exploit de Virginie (1962), no 21
- Colette Nast, La "Chèvre d'or" de Virginie (1964)
- Colette Nast, Virginie et le trésor (1973), no 36
- Wadim Netschajew, La Ballade du chien-loup (1978), no 134
- Rudolf Neumann, Henri et le magicien (Der Hut im Apfelbaum, 1959), illustrations: Helen Brun, photographies: Isaac Kitrosser, 1961, no 15
- Jean-Côme Noguès, Un été en roulotte (1980), no 151
- Jean-Paul Nozière, Le Fils des fadas (1984), no 179
- Grey Owl, Ambassadeur des bêtes (1960), no 4
- Udayana Pandji Tisna et Jef Last, Aventures à Bali (I Bontot en i Koese), 1965
- Katherine Paterson, Gilly et la grosse baleine (The Great Gilly Hopkins), 1983, no 170
- Katherine Paterson, Le Royaume de la rivière (1985), no 185
- Katherine Paterson, La Chanson de Jimmy Joe (Come Sing Jimmy Joe), 1987
- Pierre Pelot, L'Unique Rebelle (1971), no 77
- Pierre Pelot, Les Étoiles ensevelies (1972), no 82
- Pierre Pelot, Le Vent de la colère  (1973), no 92
- Pierre Pelot, Le Hibou sur la porte (1974), no 102
- Pierre Pelot, Quand gronde la rivière (1975), no 109
- Sandrine Pernusch, Le Journal secret de Marine (1988), no 200
- Huguette Pérol, La Jungle de l'or maudit (1978), no 131
- Yves Pinguilly, L'Été des confidences et des confitures (1979), no 137
- Huguette Pirotte, L'Espoir de la "Combe folle" (1972), no 89
- Huguette Pirotte, Flash sur un reporter (1978), no 129
- Robert Recher, Franzi et le vagabond (1960), no 8
- Robert Recher, Rüdi et le chamois (1962), no 18
- Robert Recher, L’Équipée de Franzi (1963), no 28
- Robert Recher, Rüdi et les dalles rouges (1964), no 37
- Robert Recher, Kouri (1969), no 68
- Anni Reiner, Elio a disparu (Mein Freund Elio), 1965
- Matthias Riehl, Picoti, Picota, une poule arriva (Da lachen die Hühner), 1981
- H. Romberg, Le Chien dans la grosse caisse (Der Hund in der Pauke), 1966
- Andrew Salkey, Alerte au cyclone (1972), no 85
- François Sautereau, Les Indiens de la rue Jules Ferry (1982), no 163
- François Sautereau, L’Étrange Noël de Jonas (1984), no 178
- François Sautereau, La Cité des brumes (1986), no 190
- Nicole Schneegans, La Plus Grande Lettre du monde  (1983), no 169
- Nicole Schneegans, Drôle de hold-up (1979), no 141
- Nicole Schneegans, Au Secours Balthazar (1987)
- Karl Aage Schwartzkopf, Pilotes de l'Alaska (Alaska piloten), 1962, no 20
- Lea Smulders, La Trottinette rouge (Stappertje step), 1963, no 33
- Bertrand Solet, Les Joyeuses Aventures de Globule et Papillon (1972)
- B. Soletchnik, Le Seigneur des sables (1962), no 74
- Sebastià Sorribas, Le Tigre du terrain vague (1984), no 183
- Ivan Southall, Les Rescapés du val perdu (Hills End), 1973, no 90
- Ivan Southall, Course contre le feu (Ash road), 1974, no 98
- William Stevenson, Fuite dans la brousse (The Bushbabies), 1971, no 78
- Noel Streatfeild, Opération maison (Apple bough), 1965, no 43
- Jane Sutton, Connaissez-vous ma famille ? (Me and the Weirdos), 1982, no 164
- Ruth M. Tabrah, La Plage des requins (The Red shark), 1972, no 84
- Dominique Toury, La Jonque mystérieuse (1966), no 49
- Jacqueline Verly, Cathri de la pierre sauvage (1968), no 64
- Jacqueline Verly, Ô bohémienne mon amie (1973), no 91
- Anne-Catharina Vestly, Aurore, la petite fille du bâtiment Z (1974), no 99
- Anne-Catharina Vestly, Aurore et la petite auto bleue (1975), no 108
- Anne-Catharina Vestly, Bon voyage Aurore (Aurora pa hutigruten), 1977
- Nicole Vidal, Nam de la guerre (1975)
- Colette Vivier, La Maison du loup (1968)
- Colette Vivier, Le Calendrier de Vincent (1980), no 148
- Anna-Lena Wästberg, L'Île aux mille secrets (Stenhammaren), 1982, no 168
- Anna Greta Winberg, Ce jeudi d'octobre  (1976), no 112
- Ursula Wölfel, Tim Souliers-de-feu (Feuerschuh und Windsandale), 1966
- Ursula Wölfel, Julius ou l'Histoire vraie d'un bouc (Julius), 1980, no 150
- Maryse Wolinski, Les Sorcières de Boisjoli (1986)
- E. Wustmann, Le Berger des Andes (1961), no 17
- Jane Yolen, Les Enfants du loup (1984)
- Stephanie Zweig, Souvenirs d'enfance au Kenya (1986), no 193

### Bibliothèque de l'Amitié-Histoire
- Giuliana Boldrini, Le Secret des étrusques (Il secreto etrusco), 1968, no 11
- Jean Christophe, La Gueule du lion, 1971, no 20
- Stefan Ditchev, Les Maquisards des monts Balkan, 1971, no 21
- Hélène Girvan, La Tulipe blanche (The White Tulip), 1967, no 6
- Daniel Hénard, Nous reprendrons Athènes, 1974, no 28
- Ingrid Hesslander, Anna-Elisabeth dans la tourmente (Flicka-från Pärona), 1968 no 12
- L. N. Lavolle, L'Acrobate de Minos, 1966, no 2
- L. N. Lavolle, Les Clés du désert, 1967, no 4.
- L. N. Lavolle, Les Perles de Cléopâtre, 1967, no 9
- L. N. Lavolle, L'Ami du grand Mogol, illustrations: Françoise Boudignon, photographies de l'auteur, 1969, no 15
- L. N. Lavolle, À l'ombre du grand Mogol, 1970, no 18
- L. N. Lavolle, Les Fils du soleil, 1973, no 26
- Marcelle Manceau, Le Talisman du soleil, 1966, no 1
- Jean Merrien, Viking, quel est ce trésor ?, illustrations de Bernard Ducourant, photographie de couverture : Giraudon, de frontispice : R. Guillemot-Réalités, autres photographies : L. Goldman et Georg Gerster de l'agence Rapho et J. Hureau, 1970, no 16
- André Noël, L'Or de Delphes, 1967, no 7
- Huguette Pérol, L'Auberge des guérilleros, 1973,no 25
- Huguette Pérol, Le Grand Exode de François d'Acadie, 1974, no 27
- Marguerite Perroy, Aloyse et l'écuyer du roi, 1967, no 8
- Huguette Pirotte, Le Perroquet d'Americo, 1971, no 19
- Huguette Pirotte, Le Rubis du roi lépreux, 1968, no 10
- Régine M. Reboul, Le Tambourinaire de la XIIIe légion, 1969, no 14
- Anne Saint-Roch, Complot à Persépolis, 1972, no 20
- Bertrand Solet, Les Cahiers de Baptistin Étienne, 1972, no 24
- Alexis Tolstoï, Ivan le terrible, 1969, no 13
- Nicole Vidal, Le Prince des steppes, 1967, no 5
- Nicole Vidal, Les Jours dorés de K'Ai-Yuan, 1970, no 17
- Nicole Vidal, La Conspiration des parasols, 1972, no 23
- Sans auteur[5], Les Aventures de Sindbad le marin, 1966, no 3

## Source
- Bibliothèque nationale de France